# Tlapanaloya
Tlapanaloya, é uma cidade do estado de Estado de México, no México.